# Ryckfiske
Ryckfiske är att använda krokredskap för att hugga eller rycka fast krok i fisken. Är förbjudet enligt svensk lag. Harpunfiske ingår under denna typ av fiske. Det är dock tillåtet om man enbart ska ta upp en redan krokad fisk på land eller lyfta in den i sin båt.